# Kazachs voetbalelftal in 2003
Het Kazachs voetbalelftal speelde in totaal vijf interlands in het jaar 2003, het twaalfde jaar als onafhankelijke staat nadat het land decennialang deel had uitgemaakt van de Sovjet-Unie. De ploeg stond voor het eerste jaar onder leiding van de Russische bondscoach Leonid Pakhomov. Op de in 1993 geïntroduceerde FIFA-wereldranglijst zakte Kazachstan in 2003 van de 120ste (januari 2003) naar de 137ste plaats (december 2003). Kazachstan was in 2002 overgestapt van de Aziatische voetbalbond (AFC) naar de Europese voetbalbond (UEFA).

## Balans
| Wedstrijden | Wedstrijden | Wedstrijden | Wedstrijden | Doelpunten | Doelpunten | Doelpunten | Punten |
| Gespeeld    | Winst       | Gelijk      | Verlies     | Voor       | Tegen      | Saldo      | Punten |
| ----------- | ----------- | ----------- | ----------- | ---------- | ---------- | ---------- | ------ |
| 5           | 0           | 1           | 4           | 5          | 11         | –6         | 0.200  |

## Interlands
|                                                                 |                                        |       |                                           |                                                                                 |
| 12 februari Vriendschappelijk № 58 «onderlinge duels» 18:30 uur | Malta                                  | 2 – 2 | Kazachstan                                | Ta' Qali Stadium, Ta' Qali Toeschouwers: 200 Scheidsrechter: René Rogalla (SUI) |
| 12 februari Vriendschappelijk № 58 «onderlinge duels» 18:30 uur | Daniel Bogdanović 16' Chucks Nwoko 61' |       | 71' Maxim Schevchenko 83' Evgeniy Tarasov | Ta' Qali Stadium, Ta' Qali Toeschouwers: 200 Scheidsrechter: René Rogalla (SUI) |

|                                                              |                                                               |       |                                       |                                                                                |
| 27 april Vriendschappelijk № 59 «onderlinge duels» 16:00 uur | Faeröer                                                       | 3 – 2 | Kazachstan                            | Svangaskarð, Toftir Toeschouwers: 420 Scheidsrechter: Kristinn Jákobsson (ISL) |
| 27 april Vriendschappelijk № 59 «onderlinge duels» 16:00 uur | Jákup á Borg 16' (pen.) John Petersen 45' Heðin á Lakjuni 49' |       | 55' Evgheni Lunev 75' Daniyar Mukanov | Svangaskarð, Toftir Toeschouwers: 420 Scheidsrechter: Kristinn Jákobsson (ISL) |

|                                                              |                                          |       |                            |                                                                           |
| 29 april Vriendschappelijk № 60 «onderlinge duels» 18:45 uur | Faeröer                                  | 2 – 1 | Kazachstan                 | Tórsvøll, Tórshavn Toeschouwers: 800 Scheidsrechter: Bragi Bergmann (ISL) |
| 29 april Vriendschappelijk № 60 «onderlinge duels» 18:45 uur | Andrew av Fløtum 65' Julian Johnsson 75' |       | 5' (pen.) Jevgeni Lovtsjev | Tórsvøll, Tórshavn Toeschouwers: 800 Scheidsrechter: Bragi Bergmann (ISL) |

|                                                            |                                                                      |       |            |                                                                                    |
| 6 juni Vriendschappelijk № 61 «onderlinge duels» 20:15 uur | Polen                                                                | 3 – 0 | Kazachstan | Stadion Miejski, Poznań Toeschouwers: 5.000 Scheidsrechter: Knud Erik Fisker (DEN) |
| 6 juni Vriendschappelijk № 61 «onderlinge duels» 20:15 uur | Artur Wichniarek 2' Tomasz Dawidowski 51' Jacek Krzynówek 82' (pen.) |       |            | Stadion Miejski, Poznań Toeschouwers: 5.000 Scheidsrechter: Knud Erik Fisker (DEN) |

|                                                                 |                   |       |            |                                                                                                |
| 20 augustus Vriendschappelijk № 62 «onderlinge duels» 21:00 uur | Portugal          | 1 – 0 | Kazachstan | Estádio Municipal de Chaves, Chaves Toeschouwers: 8.000 Scheidsrechter: Julián Rodríguez (ESP) |
| 20 augustus Vriendschappelijk № 62 «onderlinge duels» 21:00 uur | Simão Sabrosa 65' |       |            | Estádio Municipal de Chaves, Chaves Toeschouwers: 8.000 Scheidsrechter: Julián Rodríguez (ESP) |

## FIFA-wereldranglijst
| JAN | FEB | MAR | APR | MEI | JUN | JUL | AUG | SEP | OKT | NOV | DEC |
| --- | --- | --- | --- | --- | --- | --- | --- | --- | --- | --- | --- |
| 120 | 120 | 120 | 123 | 122 | 124 | 129 | 129 | 131 | 131 | 135 | 137 |

## Statistieken
| Yuriy Novikov        | 1972-05-19 | Irtysh Pavlodar        | 5 | 0 | 0 | 13 | 0 |
| Verdediging          |            |                        |   |   |   |    |   |
| Igor Soloshenko      | 1979-05-22 | Sjachtjor Karaganda    | 4 | 0 | 0 |    |   |
| Vitaliy Artemov      | 1979-02-16 | Zirka Kirovohrad       | 3 | 0 | 0 |    |   |
| Maksim Samchenko     | 1979-05-05 | FK Aktobe              | 3 | 0 | 0 |    |   |
| Igor Avdeev          | 1973-01-10 | Zhenis Astana          | 2 | 0 | 0 |    |   |
| Oleg Musin           | 1975-01-12 | FC Sokol Saratov       | 2 | 0 | 0 |    |   |
| Renat Abdulin        | 1982-04-14 | Vostok Oskemen         | 1 | 1 | 0 |    |   |
| Dmitriy Kishchenko   | 1979-03-29 | Ekibastuzets Ekibastuz | 1 | 1 | 0 |    |   |
| Nurmat Mirzabaev     | 1972-11-11 | FK Aktobe              | 1 | 1 | 0 |    |   |
| Renat Dubinskiy      | 1979-05-06 | Sjinnik Jaroslavl      | 1 | 0 | 0 |    |   |
| Sergey Kozulin       | 1980-09-09 | Zhenis Astana          | 1 | 0 | 0 |    |   |
| Andrey Shkurin       | 1972-03-03 | Tobol Kostanay         | 1 | 0 | 0 |    |   |
| Samat Smakov         | 1978-12-08 | Elimay Semey           | 1 | 0 | 0 |    |   |
| Denis Proskurin      | 1979-04-03 | Elimay Semey           | 0 | 1 | 0 |    |   |
| Middenveld           |            |                        |   |   |   |    |   |
| Jevgeni Lovtsjev     | 1975-08-06 | Zhenis Astana          | 5 | 0 | 1 |    |   |
| Daniyar Mukanov      | 1976-09-26 | Tobol Kostanay         | 2 | 1 | 1 |    |   |
| Ruslan Baltiev       | 1978-09-16 | Dinamo Moskou          | 2 | 0 | 0 |    |   |
| Andrey Karpovich     | 1981-01-18 | FK Rostov              | 2 | 0 | 0 | 6  | 0 |
| Sergey Skorykh       | 1984-05-25 | Irtysh Pavlodar        | 2 | 0 | 0 |    |   |
| Andrey Bogomolov     | 1977-04-11 | Elimay Semey           | 1 | 1 | 0 |    |   |
| Yuriy Krotov         | 1978-05-12 | Elimay Semey           | 1 | 1 | 0 |    |   |
| Maksim Shevchenko    | 1980-03-27 | Tobol Kostanay         | 1 | 0 | 1 |    |   |
| Konstantin Kanin     | 1982-05-29 | FK Ordabasy Şımkent    | 1 | 0 | 0 |    |   |
| Konstantin Kotov     | 1973-10-07 | Tobol Kostanay         | 1 | 0 | 0 |    |   |
| Denis Schetkin       | 1982-09-14 | Ekibastuzets Ekibastuz | 1 | 0 | 0 |    |   |
| Kairat Nurdauletov   | 1982-11-06 | Irtysh Pavlodar        | 0 | 2 | 0 |    |   |
| Yuriy Aksenov        | 1973-08-11 | Zhenis Astana          | 0 | 1 | 0 |    |   |
| Aanval               |            |                        |   |   |   |    |   |
| Evgeniy Lunev        | 1976-04-26 | Zhenis Astana          | 2 | 2 | 1 |    |   |
| Nurbol Zhumaskaliyev | 1981-05-11 | Tobol Kostanay         | 2 | 1 | 0 | 6  | 0 |
| Evgeniy Tarasov      | 1979-03-25 | Tobol Kostanay         | 2 | 0 | 1 |    |   |
| Valeriy Garkusha     | 1977-03-14 | Tobol Kostanay         | 1 | 2 | 0 | 5  | 0 |
| Alibek Buleshev      | 1981-09-04 | Kairat Almaty          | 1 | 0 | 0 |    |   |
| Oleg Litvinenko      | 1973-11-22 | Elimay Semey           | 1 | 0 | 0 |    |   |
| Aleksandr Shatskikh  | 1974-01-21 | Zhenis Astana          | 1 | 0 | 0 |    |   |
| Andrey Finonchenko   | 1982-06-21 | Sjachtjor Karaganda    | 0 | 1 | 0 |    |   |

KFF · A-internationals · Bondscoaches · Statistieken · Kazachs vrouwenelftal · Olympisch elftal · Kazachstan U21 · Kazachstan U20 · Kazachstan U19 · Kazachstan U18 · Kazachstan U17
1992 – 1999 · 2000 – 2009 · 2010 – 2019 · 2020 – 2029
1992 · 1993 · 1994 · 1995 · 1996 · 1997 · 1998 · 1999 · 2000 · 2001 · 2002 · 2003 · 2004 · 2005 · 2006 · 2007 · 2008 · 2009 · 2010 · 2011 · 2012 · 2013 · 2014 · 2015 · 2016 · 2017 · 2018 · 2019 · 2020 · 2021 · 2022 · 2023 ·
2024 · 2025
Albanië ·
Andorra ·
Armenië ·
Azerbeidzjan ·
Bahrein ·
België ·
Bosnië en Herzegovina ·
Bulgarije ·
Burkina Faso ·
China ·
Curaçao ·
Cyprus ·
Denemarken ·
Duitsland ·
Engeland ·
Estland ·
Faeröer ·
Finland ·
Frankrijk ·
Georgië ·
Griekenland ·
Hongarije · 
Ierland ·
IJsland ·
Irak ·
Iran ·
Japan ·
Jordanië ·
Kirgizië ·
Koeweit ·
Kroatië ·
Laos ·
Letland ·
Libanon ·
Libië ·
Liechtenstein ·
Litouwen ·
Litouwen ·
Luxemburg ·
Malta ·
Moldavië ·
Montenegro ·
Nederland ·
Nepal ·
Noord-Ierland ·
Noord-Korea ·
Noord-Macedonië ·
Noorwegen ·
Oekraïne ·
Oezbekistan ·
Oman ·
Oostenrijk ·
Pakistan ·
Palestina ·
Polen ·
Portugal ·
Qatar ·
Roemenië ·  
Rusland ·
San Marino ·
Saoedi-Arabië ·
Schotland ·
Servië ·
Singapore ·
Slovenië ·
Slowakije ·
Syrië ·
Tadzjikistan ·
Thailand ·
Tsjechië ·
Turkmenistan ·
Turkije ·
Verenigde Arabische Emiraten ·
Vietnam ·
Wales ·
Wit-Rusland ·
Zuid-Korea ·
Zweden